# Ta divna splitska noć
Ta divna splitska noć é um filme de drama produzido na Croácia, dirigido por Arsen Anton Ostojić e lançado em 2004.